# Sinksjön, Gästrikland
Sinksjön är en sjö i Hofors kommun i Gästrikland och ingår i Gavleåns huvudavrinningsområde.